# Ruta Provincial E 95 (Córdoba)
La Ruta Provincial E-95, es una breve vía de tránsito de jurisdicción provincial ubicada en la República Argentina. Su trazado posee orientación oeste-este, y está ubicada en el extremo noreste de la provincia. Está asfaltada en su totalidad y al igual que todas las rutas ubicadas en la principal región lechera de Argentina, posee una alta importancia económica para transportar la producción láctea.

Inicia su recorrido, en el km 64 de la  RP 1 , en la localidad de Freyre, y finaliza en el límite con la provincia de Santa Fe, donde se continúa con la  RP 70 , en cercanías de la localidad de Coronel Fraga, luego de recorrer unos 10 km aproximadamente.

## Localidades
En su derrotero, esta ruta no atraviesa ninguna localidad.